# Elizabeth Bauer Mock

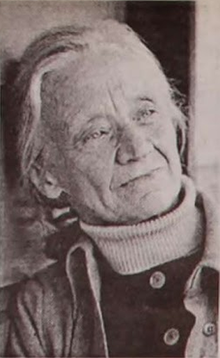
Elizabeth Bauer Mock

Elizabeth Bauer Mock (auch Elizabeth Bauer Kassler) (* 28. Juni 1911 in Lexington, Massachusetts; † 8. Februar 1998 ebenda) war Direktorin des Department of Architecture and Design am Museum of Modern Art (MoMA) und Universitätsprofessorin. Sie war Lehrling in Frank Lloyd Wrights Atelier Taliesin und die erste ehemalige Taliesin-Stipendiatin, die zum Personal des MoMA gehörte. Sie war eine einflussreiche Fürsprecherin der modernen Architektur in den Vereinigten Staaten.

## Leben
Mock wurde als Elizabeth Bauer als Tochter von Alberta Krouse Bauer, einer Hausfrau, und Jacob Bauer, einem Straßenbauingenieur des Staates New Jersey geboren. Ihre ältere Schwester war Catherine Bauer Wurster, eine prominente Verfechterin des öffentlichen Wohnungsbaus und Pädagogin für Stadtplanung, und ihr jüngerer Bruder war Louis Bauer. Sie schloss 1928 die Vail Deane School ab. 1932 machte sie ihren Abschluss am Vassar College, wo sie Englisch als Hauptfach studierte.
Nach dem College wurde sie eine der ersten Stipendiaten in Frank Lloyd Wrights Taliesin Studio in der Nähe von Spring Green, Wisconsin. In Taliesin lernte sie ihren ersten Ehemann kennen, Rudolph Mock, einen Zeichner aus Basel, der von Januar 1931 bis April 1933 in Wrights Studio arbeitete. Nach ihrer Heirat lebten sie kurz in der Schweiz, wo sie von 1934 bis 1937 die Gewerbeschule Basel besuchte. Hier vertiefte sie ihr Architekturstudium bei Hans Bernoulli und verfestigte ihr Verständnis für zeitgenössische europäische Architektur und Konstruktion.
Ihre Arbeit am MoMA begann 1937, als sie in Teilzeit für den Kurator des Museums für Architektur und Industriedesign, John McAndrew, zu arbeiten begann. Ein Jahr später war sie Mitveranstalterin der Ausstellung „What is Modern Architecture?“ 1940 wurde sie McAndrews Vollzeit-Assistentin. Als McAndrew 1942 entlassen wurde, übernahm Mock die Leitung. Sie blieb bis 1946 am MoMA. Zwischen 1938 und 1946 kuratierte sie insgesamt sieben MoMA-Ausstellungen., darunter: „Built in the U.S.A.: 1932–1944“ (1944), „Tomorrow's Small House: Models and Plans“ (1945) und „If You Want to Build a House“.
In den Jahren 1946 und 1947 lebten das Ehepaar Mock in Knoxville, Tennessee, und entwarfen Fertighäuser für die Tennessee Valley Authority. Einige der Gebäude befanden sich in Fontana Village.
1948 trennte sich Mock von ihrem Ehemann und zog mit ihrem Sohn Fritz für eine Saison nach Taliesin West. 1949 wurde sie Assistenzprofessorin für Architekturgeschichte und Bibliothekarin an der University of Oklahoma. Nach ihrer Scheidung heiratete sie 1951 Kenneth Stone Kassler und zog nach Princeton, New Jersey. In Princeton schrieb sie weiterhin für Architekturzeitschriften, das MoMA und populäre Magazine. Kassler starb 1964, im selben Jahr wurde Mock wissenschaftliche Mitarbeiterin an der School of Architecture and Urban Planning der Princeton University, wo sie bis 1971 tätig war.
Laut der Forschungsprofessorin für Kunstgeschichte an der Concordia University, Kristina Huneault, versuchten Mocks Bücher „eine neue Generation von Hauskäufern davon zu überzeugen, wie der Modernismus ihr Leben und die Qualität der nordamerikanischen Baukultur insgesamt verbessern könnte“. Dazu gehören If You Want to Build a House (1946), The Architecture of Bridges (1949) und Modern Gardens and the Landscape (1964, damals noch unter dem Namen Elizabeth B. Kassler).
Ihr Buch über Brücken wird von der Encyclopædia Britannica als „das erste große Buch über Brücken, das einen modernen Standpunkt vertritt“ beschrieben. Modern Gardens and the Landscape gilt als die maßgebliche Übersicht über das Thema. Das MoMA bezeichnete es als „das erste Buch, das die Beziehung zwischen dem modernen Garten und der natürlichen Landschaft in Bezug auf die zeitgenössische Ästhetik erörtert“. Modern Gardens and the Landscape umfasste die Werke von Roberto Burle Marx, Bernard Rudofsky, Gunnar Asplund und Luis Barragan. Ihre Bücher wurden alle vom Museum of Modern Art veröffentlicht.
Ein Besuch in Taliesin West im Jahr 1979 inspirierte sie, ein retrospektives Verzeichnis der Taliesin Fellowship rechtzeitig zum 50-jährigen Jubiläum (1982) zusammenzustellen. Sie sammelte alle Verzeichnisse selbst und veröffentlichte 1981 in einer Auflage von 450 Exemplaren The Directory, 1932–1982, The Taliesin Fellowship, A Directory of Members. Dies war das erste derartige Verzeichnis in der Geschichte von Taliesin und es inspirierte die Frank Lloyd Wright Foundation, ähnliche Verzeichnisse zu entwickeln.
Im Jahr 1990 zog sie sich in eine Seniorenresidenz in Lexington zurück.

## Veröffentlichungen (Auswahl)
- The Paris Exhibition. Magazine of Art 30, S. 266–73, 1937.
- What about Competitions. Shelter 3, S. 26–29 1938.
- Industrial Arts. Magazine of Art 33, S. 350–55, 1940.
- mit John McAndrew: What Is Modern Architecture? New York, The Museum of Modern Art, 1942.
- mit Rudolf Mock: Schools Are for Children: Observations on Elementary School Design. New York: The Museum of Modern Art, 1943.
- In USA erbaut, 1932–1944. Wiesbaden: Metopen-Verlag, 1944 und 1948.
- Tomorrow’s Small House: Models and Plans. New York: The Museum of Modern Art, 1945.
- If You Want to Build a House. New York: The Museum of Modern Art, 1946.
- An Eye on the Moundscape. Inland Architecture 29, S. 4–5, 1985.